# Strongylodesma
Strongylodesma är ett släkte av svampdjur. Strongylodesma ingår i familjen Latrunculiidae.
Kladogram enligt Catalogue of Life:
| Strongylodesma | \| \| Strongylodesma algoaensis \| \| \| \| \| \| Strongylodesma aliwaliensis \| \| \| \| \| \| Strongylodesma areolata \| \| \| \| \| \| Strongylodesma tsitsikammaensis \| \| \| \| |
|                | \| \| Strongylodesma algoaensis \| \| \| \| \| \| Strongylodesma aliwaliensis \| \| \| \| \| \| Strongylodesma areolata \| \| \| \| \| \| Strongylodesma tsitsikammaensis \| \| \| \| |
|                | Cyclacanthia |
|                | |
|                | Latrunculia |
|                | |
|                | Microstylifer |
|                | |
|                | Sceptrella |
|                | |
|                | Tsitsikamma |
|                | |
|                | Strongylodesma algoaensis |
|                | |
|                | Strongylodesma aliwaliensis |
|                | |
|                | Strongylodesma areolata |
|                | |
|                | Strongylodesma tsitsikammaensis |
|                | |

|  | Strongylodesma algoaensis       |
|  |                                 |
|  | Strongylodesma aliwaliensis     |
|  |                                 |
|  | Strongylodesma areolata         |
|  |                                 |
|  | Strongylodesma tsitsikammaensis |
|  |                                 |